# Euchalinus anomalus
Euchalinus anomalus är en stekelart som först beskrevs av Johan George Betrem 1941.  Euchalinus anomalus ingår i släktet Euchalinus och familjen brokparasitsteklar. Inga underarter finns listade i Catalogue of Life.